# 丁村人
丁村人（ていそんじん）は、5-10万年前の中国のホモ・サピエンス化石である。
1954年に山西省晋南専区襄汾県新城鎮丁村で、12-3歳の子供の門歯2本と臼歯1本の化石が発見された。この歯は同一の子供のものであった。1976年9月には同一地点で、2歳くらいの幼児の右頭頂骨も発見された。丁村人の切歯はシャベル状で、その舌側のふくらみと指状突の発達程度、頭頂骨にインカ骨が見られることなどから、北京原人と現代の黄色人種の中間に位置すると考えられる。但し歯冠と歯根が小さく咬合面紋も比較的複雑でなく明らかに北京原人の歯より進歩している。発見された頭頂骨の骨壁は北京原人の子供の頭頂骨よりも薄かった。丁村人の石器の加工は細かく、北京原人よりも明らかに高い技術を持つ。
共生していた動物化石には梅氏犀、普氏野馬、驢馬、ナウマン象、葛氏斑鹿、方氏鼢鼠、転角羚羊、熊及びコイ科の魚類の咽喉歯などがある。